# Константа на Планк
Константа на Планк е фундаментална физична константа и основна константа в квантовата механика, свързваща енергията на електромагнитна вълна с нейната честота. Наречена в чест на Макс Планк, един от основоположниците на квантовата механика.
{\displaystyle h=6.626\ 070\ 15\times 10^{-34}} J{\displaystyle \cdot }s 
често се използва и редуцираната константа на Планк, наричана още константа на Дирак:
{\displaystyle \hbar \equiv {\frac {h}{2\pi }}=1.054\ 571\ 628(53)\times 10^{-34}} J{\displaystyle \cdot }s,
Константата на Планк свързва честотата {\displaystyle \nu } и енергията на фотон:
{\displaystyle E=h\nu =\hbar \omega }
както и свързва импулса {\displaystyle p} на частица с дължината на вълната {\displaystyle \lambda } на нейната материална вълна (вълна на дьо Бройл):
{\displaystyle \lambda ={\frac {h}{p}}}
Редуцираната константа на Планк е квант на момента на импулса и също така участва в неравенството, известно като Принцип на неопределеността (или съотношение на Хайзенберг):
{\displaystyle \Delta x\Delta p\geq {\begin{matrix}{\frac {1}{2}}\end{matrix}}\hbar }

## Физически смисъл
В квантовата теория константата на Планк има по-дълбок смисъл: в сравнение с величината на действието или момента на импулса, тя показва доколко класическата механика е приложима към дадената физическа система. А именно, ако {\displaystyle S} е действието на системата, а {\displaystyle M} – нейният момент на импулса, то при {\displaystyle {\frac {S}{h}}\gg 1} или {\displaystyle {\frac {M}{\hbar }}\gg 1} поведението на системата с висока точност се описва от класическата механика.